# Ferrovia Busto Arsizio-Malpensa Aeroporto
La ferrovia Busto Arsizio-Malpensa Aeroporto è una linea ferroviaria di proprietà regionale gestita da Ferrovienord.
La linea si dirama dalla ferrovia Saronno-Novara e raggiunge il capolinea di Malpensa T2 effettuando le fermate intermedie di Ferno-Lonate Pozzolo e Malpensa T1.

## Storia
| Tratto                    | Attivazione      | Attivazione |
| ------------------------- | ---------------- | ----------- |
| Busto Arsizio-Malpensa T1 | maggio 1999      | [ 1 ]       |
| Malpensa T1-Malpensa T2   | 18 dicembre 2016 | [ 2 ]       |
| Manuale                   |                  |             |

I lavori per la costruzione della linea furono iniziati nel febbraio 1998, allo scopo di farvi transitare il servizio Malpensa Express, destinato a collegare Milano con l'aeroporto di Malpensa, e vennero conclusi in poco più di un anno.
La linea fu attivata nel maggio 1999 e contestualmente fu inaugurato il servizio ferroviario aeroportuale, inizialmente solo con treni da e per Milano Cadorna. Nel 2010 venne aggiunto il collegamento con Milano Centrale via Milano Porta Garibaldi (sfruttando il collegamento di tale stazione con quella di Milano Nord Bovisa), seguito nel 2011 dal prolungamento della linea S30 da e per Bellinzona, che allacciò la tratta alla rete celere ticinese (via Gallarate e Luino).
Tra il 2010 e il 2012 vi operarono anche treni Frecciarossa in servizio da e per Roma Termini, ma il servizio ebbe scarsa frequentazione.
Il 18 dicembre 2016 è stato attivato il prolungamento della linea fino alla stazione di Malpensa T2.
A seguito dell'attivazione della ferrovia Mendrisio-Varese, dal 2018 alla linea S30 è subentrata ogni due ore la S40 da e per Albate Camerlata (via Varese, Mendrisio e Chiasso), dal giugno 2019 alla S40 è subentrata con cadenza oraria la linea S50 da Bellinzona o Airolo via Varese, Mendrisio e Lugano. Successivamente le linee S30 e S40 sono state fatte arretrare rispettivamente a Gallarate e Varese, lasciando solo la linea S50 a collegare Malpensa con la Svizzera.

### Progetti
Il 24 marzo 2017 Ferrovie dello Stato Italiane ha emesso un comunicato stampa che ha sancito la sottoscrizione di un accordo con Regione Lombardia per il potenziamento infrastrutturale in ambito ferroviario nella regione, e in particolare riguardante l'area nord-occidentale della Lombardia e l'accessibilità ferroviaria dell'aeroporto.
È in corso l'istruttoria per l'approvazione del progetto definitivo per il potenziamento infrastrutturale della linea Rho-Parabiago-Gallarate, prevedendo la contestuale realizzazione del raccordo Y fra la linea Domodossola-Milano (gestita da RFI) e la linea Saronno-Novara (gestita da Ferrovie Nord Milano), onde istituire un collegamento diretto tra Milano, il sito espositivo di Rho Fiera e l'aeroporto di Malpensa, bypassando i nodi di Milano Bovisa e Saronno (giudicati troppo trafficati).
Il 17 luglio 2020 è stato annunciato il finanziamento del 30% per una nuova tratta ferroviaria tra la stazione di Malpensa Terminal 2 e Gallarate o Casorate Sempione, realizzabile a partire dal 2021 con ipotesi di completamento entro dicembre 2024; successivamente Legambiente, il Parco del Ticino e diversi comuni toccati dalla nuova tratta ferroviaria, che già in precedenza si erano opposti a tale progetto principalmente per il forte impatto ambientale, hanno presentato ricorso al TAR della Lombardia per prevenirne la realizzazione.
Dal 1º dicembre 2022 sono partiti i lavori della tratta Malpensa T2-Gallarate.

## Caratteristiche
| Continuation backward |

| Unknown route-map component "CONTgq" | Unknown route-map component "ABZg+r" |  |

| Unknown route-map component "exKRW+l" | Unknown route-map component "exKRWr" + Unknown route-map component "tSTRa@f" |  |

| Unknown route-map component "exBHF" | Unknown route-map component "tSTR" |  |

| Unknown route-map component "exSTR" | Unknown route-map component "tBHF" |  |

| Unknown route-map component "exKRWl" | Unknown route-map component "exKRW+r" + Unknown route-map component "tSTRe@g" |  |

|  | Junction both to and from left | Unknown route-map component "CONTfq" |

| Small bridge over water |

| Unknown route-map component "tBHFa@g" |

| Unknown route-map component "tSTRe" |

| Unknown route-map component "tSTRa" |

| Unknown route-map component "tBHF" |

| Unknown route-map component "tSTRe" |

| Unknown route-map component "tSTRa" |

| Unknown route-map component "tKBHFxe" |

| Unknown route-map component "extCONTf" |

La linea è interamente a doppio binario, con scartamento ordinario di 1435 mm, ed elettrificata in corrente continua alla tensione di 3000 V mediante linea aerea di contatto.

## Traffico

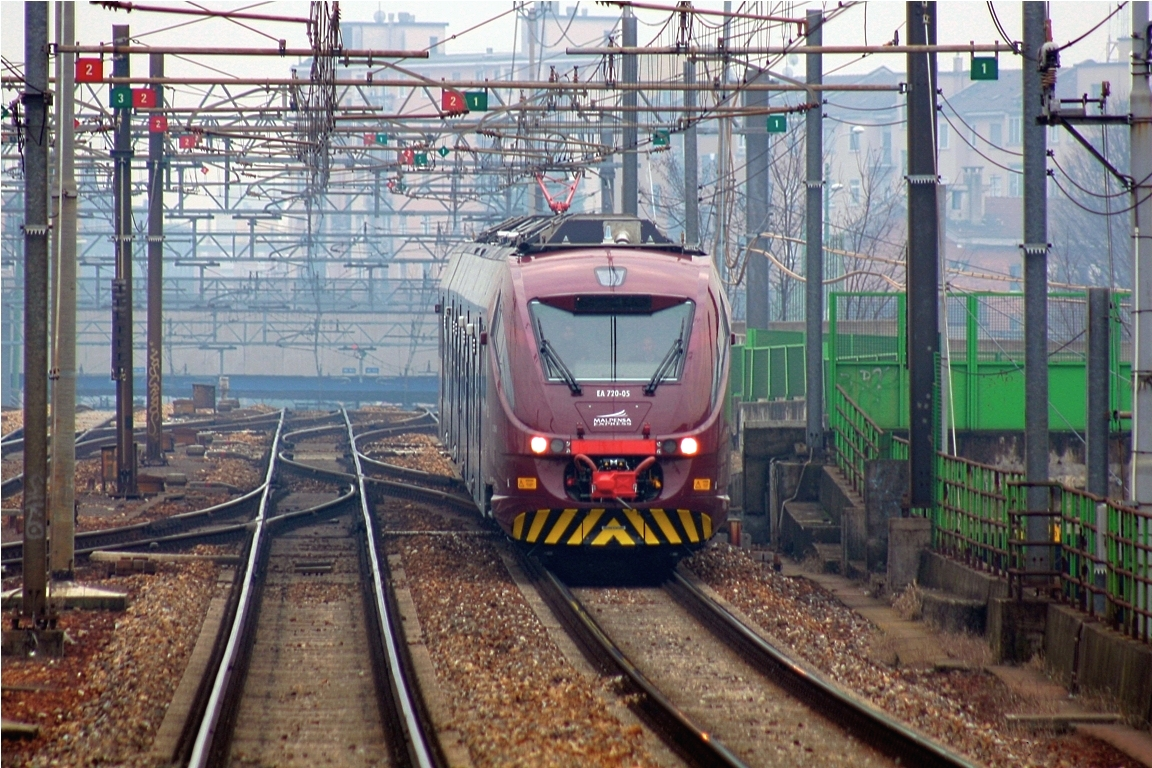
Un elettrotreno CSA del servizio Malpensa Express, che collega l'aeroporto con Milano Cadorna e Milano Centrale

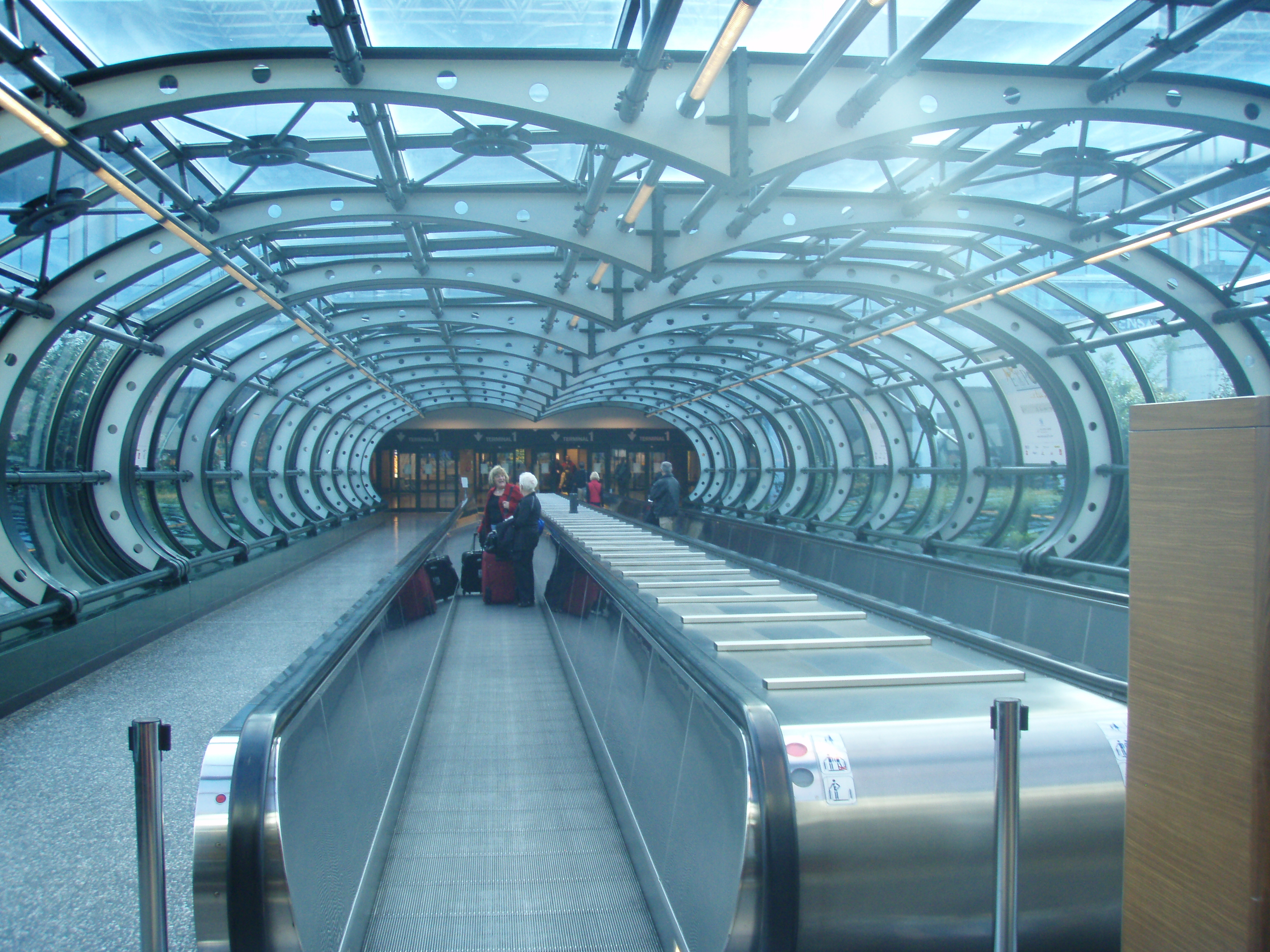
La passerella interna all'aeroporto che collegava il Terminal 1 con la stazione ferroviaria fino al 2013

Dal giugno 2018 la linea è percorsa dai treni operanti il servizio Malpensa Express da e per diverse stazioni di Milano, gestito da Trenord, e da quelli della linea S40 della rete celere ticinese, gestiti da TiLo sulla relazione internazionale italo-elvetica Malpensa-Varese-Mendrisio-Como/Albate Camerlata.
Il servizio sulla linea prevede quotidianamente, per ciascuna direzione, una cadenza quart'oraria (dalle 4:00 alle 23:00) per i servizi Malpensa Express e bioraria (dalle 7:00 alle 23:00) per la S40.
All'atto dell'apertura della linea il servizio fu svolto solamente dai treni Malpensa Express, che all'epoca erano espletati con elettrotreni TAF pellicolati in livrea speciale ed allestimento interno dedicato; dal 2010 sono subentrati gli elettrotreni di tipo CSA, della famiglia Alstom Coradia, e dal 2025 gli elettrotreni a due piani ETR 421 "Caravaggio" di Hitachi Rail con livrea ed allestimento dedicati. Le corse internazionali da e per la Svizzera sono invece operate con elettrotreni Stadler FLIRT RABe 524. Tra il 2010 e il 2012 vi transitarono inoltre i convogli ad alta velocità ETR 500 operanti il servizio Frecciarossa di Trenitalia.